# Acrotriche patula
Acrotriche patula är en ljungväxtart som beskrevs av Robert Brown. Acrotriche patula ingår i släktet Acrotriche och familjen ljungväxter. Inga underarter finns listade i Catalogue of Life.